# Eparchia di Sokal'-Žovkva
L'eparchia di Sokal'-Žovkva (in latino: Eparchia Socaliensis-Zhovkviensis) è una sede della Chiesa greco-cattolica ucraina suffraganea dell'arcieparchia di Leopoli. Nel 2022 contava 306.944 battezzati su 483.735 abitanti. È retta dall'eparca Petro Loza, C.SS.R.

## Territorio
L'eparchia si estende nella parte settentrionale dell'oblast' di Leopoli e comprende per intero il distretto di Červonohrad, tutto il distretto di Zoločiv, ad eccezione dell'ex distretto di Peremyšljany e la parte settentrionale del distretto di Leopoli corrispondente all'ex distretto di Žovkva e alla parte meridionale dell'ex distretto di Kam"janka-Buz'ka.
Sede eparchiale è la città di Sokal', dove si trova la cattedrale dei Santi Pietro e Paolo.
Il territorio si estende su 6.991 km² ed è suddiviso in 364 parrocchie, raggruppate in 15 decanati.

## Storia
Il Sinodo dei vescovi della Chiesa greco-cattolica ucraina, riunito nel monastero basiliano di Bučač dal 16 al 21 luglio 2000, decise l'erezione dell'eparchia di Sokal', ricavandone il territorio dall'arcieparchia di Leopoli e dall'eparchia di Ternopil' (oggi arcieparchia di Ternopil'-Zboriv). L'erezione canonica dell'eparchia è avvenuta con decreto dell'arcivescovo maggiore Myroslav Ivan Ljubačivs'kyj il 28 agosto successivo. Il 12 ottobre papa Giovanni Paolo II ha dato il suo assenso a questa erezione.
Originariamente suffraganea dell'arcieparchia di Leopoli, il 29 agosto 2005 entrò a far parte della provincia ecclesiastica dell'arcieparchia di Kiev.
Il 20 settembre 2006 ha assunto il nome attuale.
Il 21 novembre 2011 è tornata a essere suffraganea dell'arcieparchia di Leopoli.

## Cronotassi dei vescovi
Si omettono i periodi di sede vacante non superiori ai 2 anni o non storicamente accertati.
- Mychajlo Koltun, C.SS.R. (21 luglio 2000 - 17 ottobre 2024 ritirato)
- Petro Loza, C.SS.R., dal 17 ottobre 2024

## Statistiche
L'eparchia nel 2022 su una popolazione di 483.735 persone contava 306.944 battezzati, corrispondenti al 63,5% del totale.
| anno | popolazione | popolazione | popolazione | presbiteri | presbiteri | presbiteri | presbiteri                | diaconi | religiosi | religiosi | parrocchie |
| anno | battezzati  | totale      | %           | numero     | secolari   | regolari   | battezzati per presbitero | diaconi | uomini    | donne     | parrocchie |
| ---- | ----------- | ----------- | ----------- | ---------- | ---------- | ---------- | ------------------------- | ------- | --------- | --------- | ---------- |
| 2000 | 342.709     | 531.700     | 64,5        | 194        | 167        | 27         | 1.766                     |         | 27        |           | 322        |
| 2001 | 343.000     | 532.000     | 64,5        | 204        | 172        | 32         | 1.681                     |         | 50        | 60        | 322        |
| 2002 | 343.168     | 530.780     | 64,7        | 206        | 177        | 29         | 1.665                     |         | 47        | 51        | 352        |
| 2003 | 332.644     | 529.328     | 62,8        | 213        | 180        | 33         | 1.561                     |         | 49        | 62        | 352        |
| 2007 | 327.218     | 519.370     | 63,0        | 255        | 227        | 28         | 1.283                     |         | 56        | 42        | 354        |
| 2009 | 323.838     | 510.925     | 63,4        | 254        | 225        | 29         | 1.274                     |         | 73        | 27        | 355        |
| 2010 | 321.645     | 491.751     | 65,4        | 257        | 227        | 30         | 1.251                     |         | 70        | 29        | 355        |
| 2014 | 320.390     | 482.933     | 66,3        | 269        | 239        | 30         | 1.191                     |         | 40        | 23        | 363        |
| 2017 | 315.754     | 495.440     | 63,7        | 263        | 233        | 30         | 1.200                     |         | 46        | 20        | 364        |
| 2020 | 309.940     | 485.465     | 63,8        | 247        | 246        | 1          | 1.254                     |         | 14        | 15        | 364        |
| 2022 | 306.944     | 483.735     | 63,5        | 245        | 245        |            | 1.252                     |         | 12        | 23        | 364        |